# Tehmina Durrani
Tehmina Durrani (en urdu: تہمینہ درانی‎ ; Lahore, 18 de febrero de 1953) es una autora, artista y activista por los derechos de las mujeres y los niños de Pakistán, y la actual primera dama de Pakistán, casada con el Primer Ministro Shehbaz Sharif. Su primer libro, My Feudal Lord (1991), conmocionó a la conservadora sociedad pakistaní debido a la exposición política de su anterior marido, Mustafa Khar, que era una figura controvertida por denuncias de abusos.
Durante tres años estuvo al servicio de Abdul Sattar Edhi. En este periodo transformador para su vida terminó escribiendo su autobiografía A Mirror to the Blind (1996). La influencia de Edhi la impulsó al trabajo social y la inspiró a establecer la 'Fundación Tehmina Durrani', con la misión de promover el humanitarismo tal y como lo entendía Edhi y su visión de Pakistán como un Estado de Bienestar Social.

## Vida
Tehmina Durrani nació y se crio en Karachi, Pakistán, dentro de una familia pastún. Es hija del exgobernador del State Bank de Pakistán y director general de Pakistan International Airlines, Shahkur Ullah Durrani. El abuelo paterno de Tehmina Durrani fue el mayor Muhammad Zaman Durrani. La madre de Tehmina, Samina Durrani, era hija de Nawab Sir Liaqat Hayat Khan, el primer ministro del antiguo estado principesco de Patiala. El hermano de Sir Liaqat Hyat Khan, Sir Sikandar Hayat Khan, fue un estadista, primer ministro de Punjab antes de 1947.
A los diecisiete años se casó con Anees Khan y tuvieron una hija juntos. Durrani y Khan se divorciaron en 1976. Durrani se casó más tarde con Ghulam Mustafa Khar, exministro principal y gobernador de Punjab. Khar se había casado antes cinco veces. Durrani y Khar tuvieron cuatro hijos. Después de varios años de abusos por parte de Khar, Durrani terminó divorciándose después de un matrimonio de catorce años.
En 1991, Durrani escribió una autobiografía titulada My Feudal Lord en la que contaba los abusos por parte de Khar. Argumentó en el libro que el poder real de los terratenientes feudales, como Khar, se deriva de la versión distorsionada del Islam que se sustenta en el silencio de las mujeres y de la sociedad en su conjunto.
Como reacción a su libro, su familia, tanto por parte paterna como materna, la repudió a ella y a sus cinco hijos durante trece años.
Un hecho destacado en su vida en los años posteriores a dejar a su segundo marido, Khar, fue su huelga de hambre en 1993 contra la corrupción del gobierno, durante la cual nació el término 'rendición de cuentas'. Después de siete días fue ingresada en el hospital y solo terminó la huelga cuando el primer ministro de Pakistán, Moin Quraishi, la visitó para que rompiera el ayuno.

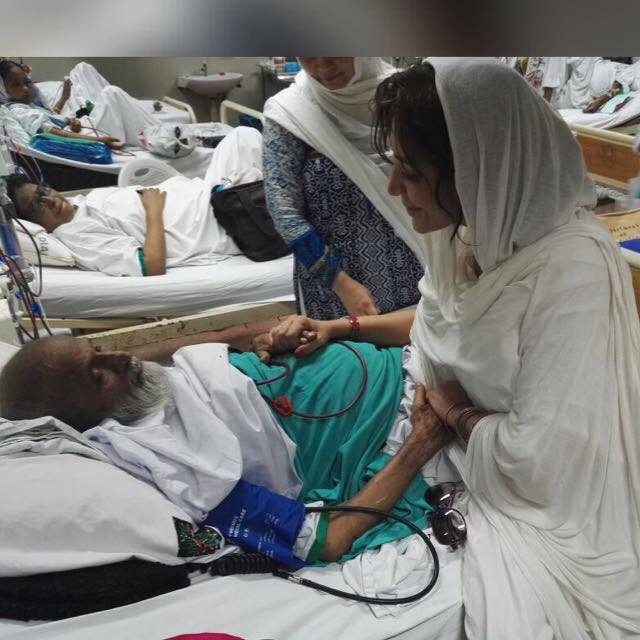
Tehmina Durrani con Edhi sb. Foto: Shahnaz Minallah

### Años con Abdul Sattar Edhi
Después de muchos años de exposición política a través de su exesposo, Mustafa Khar, que era un líder político, y en su lucha contra la corrupción, se dio cuenta de que las respuestas que buscaba no vendrían a través de los políticos. En su búsqueda de alguien que estuviera en contacto con los problemas del hombre común y que hubiera encontrado una solución, encontró al humanitario más célebre de Pakistán, Abdul Sattar Edhi.

Se mudó con la familia Edhi y pasó tres años sirviendo en los Hogares Edhi en Mithadar, Sorab Goth y Kharadar, en Karachi. Se convirtió en su aprendiz y obtuvo su permiso para escribir su biografía. Estos años siguiendo a Edhi se convirtieron en una tesis de la que salió el libro. Este periodo fue quizás el de mayor transformación, ya que sentaron las semillas para su trabajo futuro, así como para su búsqueda espiritual de la verdad. 
"Mientras ataba ataúdes a bebés abandonados, pasaba por encima de cadáveres y conducía con él en una ambulancia 'popular', registré los pensamientos, inspiraciones, motivos, observaciones, puntos de vista y obras del reformador social más venerado y renombrado de Pakistán". 
En 1994, Un espejo para los ciegos, la autobiografía oficial 'narrada' del Sr. Edhi, fue respaldada y publicada por la Fundación Edhi.
En 2003, Durrani se casó con el tres veces elegido Ministro Principal de Punjab, Shehbaz Sharif. Se casaron en una ceremonia privada en Dubái, Emiratos Árabes Unidos. Durrani reside en Lahore con su marido, que es el actual Primer Ministro de Pakistán y parte de la políticamente prominente familia Sharif, incluido el hermano de Nawaz Sharif, el ex Primer Ministro de Pakistán.

## Disputa de derechos deMy Feudal Lord
En junio de 1991, My Feudal Lord (Mi señor feudal) fue lanzado por Vanguard Books, una empresa propiedad de los periodistas Najam Sethi y Jugnu Mohsin. Durrani negó haber firmado un contrato que confería todos los derechos extranjeros a Mohsin en lugar de a ella misma y a su patrimonio. La disputa se resolvió en 1992.
El 19 de mayo de 1999, Durrani acusó a Sethi de robar los beneficios de su libro. Ella dijo: "[sus acciones fueron] un caso de hipocresía aún mayor que mi experiencia con el sistema feudal". En ese momento, Sethi estaba detenido sin cargos por la Oficina de Inteligencia (Pakistán) por sus comentarios a un equipo de noticias de la British Broadcasting Corporation sobre la corrupción gubernamental. Durrani demandó a Sethi por tortura mental y él la contrademandó por difamación. Una revisión de los contratos del libro por el periódico inglés The Independent describió a Sethi actuando de buena fe y describió a él y a Mohsin como "la parte perjudicada".

## Activista - ataques con ácido a mujeres
Desde 2005, Durrani apoya la rehabilitación social de las mujeres. En 2001, Durrani cuidó de Fakhra Younus, la exesposa de Bilal Khar, el hijo de Khar de su tercer matrimonio. Younus había sido atacada con ácido, supuestamente por su marido. Los arreglos de Durrani para llevar a Younus al extranjero captaron la atención de los medios. A Younus se le negó el pasaporte para salir de Pakistán, pero luego se le permitió salir bajo presión pública. Durrani comprometió a la firma italiana de cosméticos Sant' Angelica y al gobierno de Italia para tratar a Younus. Smile Again, una ONG italiana dirigida por Clarice Felli entró a Pakistán para ayudar en el cuidado de mujeres mutiladas. El 17 de marzo de 2012, Younus se suicidó en Italia y fue enterrada en Karachi. Durrani recibió el cuerpo de Younus envuelto en una bandera italiana y pakistaní. Las oraciones fúnebres por Younus tuvieron lugar en la Fundación Edhi en Kharadar. La película documental Salvar la cara de 2012 dirigida por Sharmeen Obaid-Chinoy y Daniel Junge, aclamada por la crítica, se realizó sobre la vida de Younus, y ganó el Oscar de la Academia al Mejor Documental entre varios otros galardones.

## Fundación Tehmina Durrani
Fundada en 2015, la Fundación Tehmina Durrani lanzó oficialmente sus actividades en enero de 2017. Tehmina Durrani explica: "Estamos recogiendo la misión de Edhi, donde él la dejó. Su deber era servir a la humanidad sin distinción de casta y credo, y también lo es el nuestro”.
Las ideas centrales de su Misión y Visión son:
1. Establecimiento de Pakistán como un estado de bienestar social.
2. Enseñar la ideología Edhi de humanitarismo, tolerancia y servicio a otros menos privilegiados.
3. El empoderamiento de la mujer a través de la independencia económica.
4. Protección y rehabilitación de los niños de la guerra.

## Obras seleccionadas

### Mi señor feudal(1991)
Su libro más famoso fue un éxito de ventas de la noche a la mañana y una sensación en Pakistán y en todo el mundo. Está basado en su vida. Tehmina Durrani nació en una de las familias más aristocráticas de Pakistán. Sus padres la casaron con Anees Khan cuando ella tenía diecisiete años y tuvieron una hija juntos. Mientras estaba casada, conoció a Mutafa Khar, un eminente político paquistaní, quien junto con Bhutto fundó el partido político PPP. Tehmina y Khar se casaron después de que ella se divorciara, pero su período de luna de miel se volvió amargo muy rápidamente. El abuso intenso y grotesco se describe vívidamente en su libro con detalles sangrientos. Fue lo suficientemente valiente como para exponer públicamente a su entonces famoso esposo en una sociedad musulmana paquistaní extremadamente conservadora. Pagó un alto precio por ello porque la sociedad la rechazó y sus propios padres la repudiaron. Su carácter rebelde también le costó perder todo el apoyo económico de su exmarido, así como la custodia de sus hijos. La hizo buscar respuestas sobre la posición de la mujer dentro del Islam y la hizo defender los derechos de la mujer.
Como ningún editor estaba dispuesto a asumir la responsabilidad de un libro tan controvertido, inicialmente lo imprimió ella misma y, después de que se convirtió en un libro de gran venta, lo publicó Vanguard Books. My Feudal Lord ha sido traducido a 40 idiomas y ha recibido muchos premios.

### Un espejo para los ciegos(1996)
El segundo libro de Durrani, Un espejo para los ciegos, es la biografía de Abdul Sattar Edhi, que fue un trabajador social muy condecorado de Pakistán. Durante un período de tres años, Durrani vivió en la casa de Edhi y lo acompañó en sus visitas. El libro fue publicado en 1996 por la Oficina Nacional de Publicaciones junto a la Fundación Edhi. Es el documento oficial de la vida y el mensaje de Abdul Sattar Edhi.

### Blasfemia(1998)
Su tercer libro, Blasphemy (1998), tuvo mucho éxito pero también fue muy controvertido. En la novela describe las vidas secretas del clero musulmán y de los líderes espirituales o pirs. Durrani dijo que la historia es real, con algunos nombres y eventos alterados para proteger la identidad de las mujeres que están en el centro de la historia. El libro también profundiza en una aproximación crítica a la tradición y práctica de Nikah Halala. Ella describe varios casos que resultaron en la humillación y tortura de mujeres musulmanas. El libro también llegó a la lista de libros más vendidos de Pakistán.

### Cosas felices en tiempos de tristeza(2013)
El cuarto libro de Durrani, Cosas felices en tiempos de tristeza (2013), es una novela basada en la infancia y juventud de una niña afgana, Rabia. La novela fue publicada por el grupo editorial pakistaní Ferozsons. A diferencia de Blasphemy, que se basa en el tema de la violencia doméstica, la hipocresía de las figuras religiosas en la zona rural de Sindh (Pakistán) y la distorsión de los valores islámicos, esta novela explora la dinámica de la política afgana antes y después del 11 de septiembre. El escenario de la novela es Afganistán y Pakistán. Sin embargo, la protagonista de la novela es una niña afgana. La novela critica las intervenciones de Rusia y Estados Unidos en Afganistán. Esta es la primera novela de Durrani.

## Artista
Tehmina Durrani también es pintora. Afirma que encontró otra manera de expresar y transmitir sus sentimientos a través del arte, además de la escritura.
Su primera exposición, Catarsis, se llevó a cabo en 1992. Una de esas pinturas se convirtió en la portada de su tercer libro Blasphemy .
La siguiente exposición de Tehmina Durrani, A Love Affair, tuvo lugar en 2016. Actualmente quiere entrelazar su escritura y pintura en un libro de arte con el mismo nombre, A Love Affair, con una versión impresa de estas pinturas junto con poemas y canciones que inspiraron sus pinturas.